# Sifra y Pua

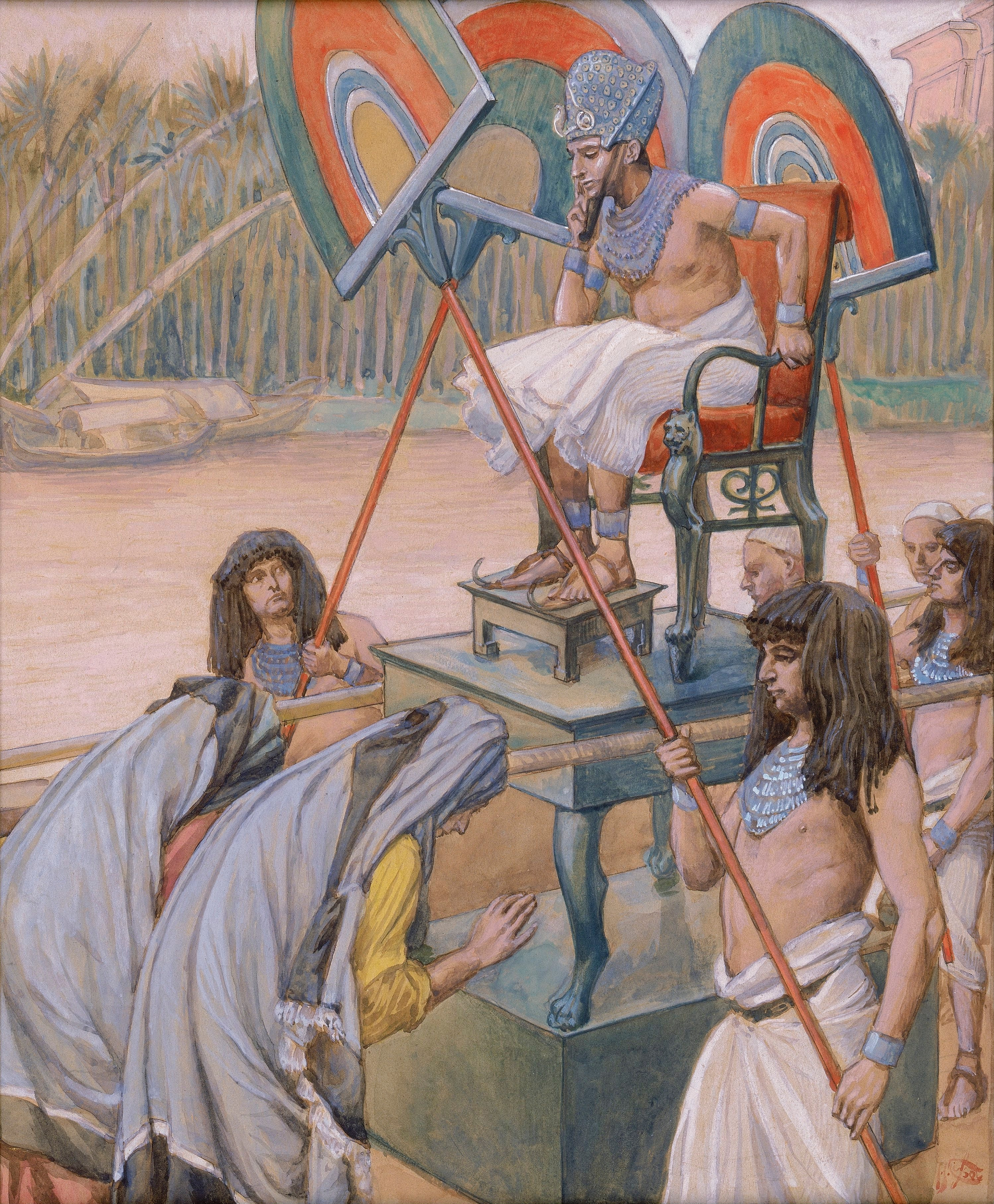
El Faraón y las parteras, James Tissot c. 1900

Shiphrah (שִׁפְרָה Šip̄rā) y Puah (פּוּעָה Pūʿā) fueron dos comadronas que evitaron brevemente un genocidio de niños por parte de los egipcios, según el Libro del Éxodo 1:15-21. Según la narración del Éxodo, el Rey de Egipto, o Faraón, les ordenaron matar a todos los bebés hebreos varones, pero se negaron a hacerlo. Cuando el faraón les desafió, le dijeron que el trabajo de parto de las mujeres hebreas era de corta duración porque eran «vivaces» o «vigorosas», y los bebés habían nacido (y estaban protegidos) antes de que llegaran las parteras. Dios «trató bien a las parteras» y «les hizo casas».

## Éxodo 1:15–1:21
15 El rey de Egipto habló a las parteras hebreas, una de las cuales se llamaba Sifrá y la otra Fúa, 
diciendo: 16 «Cuando ayudéis a dar a luz a las mujeres hebreas, mirad la matriz: si es niño, matadlo; si es niña, déjala vivir». 17 Las parteras, temerosas de Dios, no hicieron lo que les había ordenado el rey de Egipto; dejaron vivir a los niños. 18 Entonces el rey de Egipto mandó llamar a las parteras y les dijo: «¿Por qué habéis hecho esto, dejando vivir a los niños?». 19 Las parteras respondieron a Faraón: «Porque las mujeres hebreas no son como las egipcias: son vigorosas. Antes de que la partera pueda llegar a ellas, ya han dado a luz». 20 Y Dios trató bien a las parteras; y el pueblo se multiplicó y aumentó mucho. 21 Y [Dios] estableció hogares para las parteras, porque temían a Dios.

## Interpretaciones
El Talmud [Sotá 11b] identifica a Shiphrah con Jocabed, la madre de Moisés, y a Pua con Miriam, la hermana de Moisés, lo que convierte a las dos parteras en madre e hija respectivamente.

### «Las parteras temían a Dios»
La Torá no tiene una palabra para religión. El concepto relacionado más cercano que se encuentra en la Torá es lo que llama «el temor de Dios» (Éxodo 1:17). Las parteras aparentemente creían que las exigencias morales de Dios superaban las exigencias legales del faraón. Por esta razón, la autora Francine Klagsbrun dijo que la negativa de las parteras a seguir las instrucciones genocidas del faraón «puede ser el primer incidente conocido de desobediencia civil en la historia». El teólogo Jonathan Magonet está de acuerdo y las llama «los primeros ejemplos, y en cierto modo los más poderosos, de resistencia a un régimen malvado».
El tema del «temor a Dios» se invierte unos versículos más adelante, cuando el faraón ordena al pueblo egipcio que lleve a cabo el genocidio (Éxodo 1:22). Al parecer, los egipcios temían más al faraón que a Dios y, por lo tanto, participaron en el crimen. El rabino Joseph Telushkin comparó la deserción de Shiphrah y Puah con la de los rescatadores de judíos durante el Holocausto, muchos de los cuales habían sido religiosos. Por otro lado, aquellos que ayudaron a los nazis temían más el poder de los nazis que el juicio de Dios (o incluso que creían en él).

### «Hizo casas»
Los comentaristas han interpretado Éxodo 1:20-21 de varias maneras. Algunos eruditos sostienen que las dos mitades de cada versículo son paralelas, de modo que son los israelitas («que se multiplicaron y crecieron en gran manera») para quienes Dios «hizo casas». Esto encaja con la referencia en Éxodo 1:1 a los hijos de Israel que bajaron a Egipto, cada uno con su «casa». Sin embargo, Magonet señala que la opinión más común es que las casas son para las parteras, entendiéndose aquí «casas» como «dinastías». El pensamiento rabínico ha entendido que estas son las casas de la kehunah (sacerdocio), la leviyah (asistentes de los sacerdotes) y la realeza, esta última interpretada como procedente de Miriam. 

## Nombres
El nombre de Šp-ra aparece en una lista de esclavas en Egipto durante el reinado de Sebekhotep III (alrededor del 1745 a. C.). Esta lista se encuentra en Papiro de Brooklyn 35.1446, en el Museo de Brooklyn. El museo afirma que «los estudiosos suponen que se trata de una transliteración jeroglífica del nombre hebreo Shiphra».  El nombre significa «ser justo» o «hermoso», y puede estar relacionado con, o incluso ser el mismo que, el arameo Safira y (hasta ligeras adaptaciones morfológicas) como Safra, el nombre de la partera hebrea. El nombre de la segunda partera, Puah, es un nombre cananeo que significa «mujer joven» o «niña».